# Liste der Bodendenkmäler in Pfreimd
Auf dieser Seite sind die Bodendenkmäler in der Oberpfälzer Stadt Pfreimd zusammengestellt. Diese Tabelle ist eine Teilliste der Liste der Bodendenkmäler in Bayern. Grundlage ist die Bayerische Denkmalliste, die auf Basis des Bayerischen Denkmalschutzgesetzes vom 1. Oktober 1973 erstmals erstellt wurde und seither durch das Bayerische Landesamt für Denkmalpflege geführt wird. Die folgenden Angaben ersetzen nicht die rechtsverbindliche Auskunft der Denkmalschutzbehörde.

## Bodendenkmäler der Gemeinde Pfreimd

### Gemarkung Hohentreswitz
| Lage                     | Objekt | Akten-Nr.     | Bild |
| ------------------------ | --- | ------------- | ---- |
| Hohentreswitz (Standort) | Archäologische Befunde und Funde im Bereich der Katholischen Expositurkirche St. Bartholomäus in Hohentreswitz, darunter die Spuren von Vorgängerbauten bzw. älterer Bauphasen.               | D-3-6539-0185 |      |
| Hohentreswitz (Standort) | Archäologische Befunde des Mittelalters und der frühen Neuzeit im Bereich des ehemaligen Hofmarksschlosses von Hohentreswitz, darunter die Spuren von Vorgängerbauten bzw. älterer Bauphasen. | D-3-6539-0186 |      |

### Gemarkung Iffelsdorf
| Lage                  | Objekt | Akten-Nr.     | Bild |
| --------------------- | --- | ------------- | ---- |
| Iffelsdorf (Standort) | Vorgeschichtliche Siedlung, verebnete Grabhügel der mittleren bis späten Bronzezeit, Gräberfeld der Urnenfelderzeit.                                                        | D-3-6438-0001 |      |
| Iffelsdorf (Standort) | Vorgeschichtlicher Bestattungsplatz mit mindestens einem Grabhügel. | D-3-6438-0095 |      |
| Iffelsdorf (Standort) | Bestattungsplatz der Hallstattzeit mit mindestens zwei Grabhügeln. | D-3-6439-0008 |      |
| Iffelsdorf (Standort) | Spätpaläolithische Freilandstation, Siedlungen der Urnenfelderzeit und der Späthallstatt-/Frühlatènezeit.                                                                   | D-3-6439-0019 |      |
| Iffelsdorf (Standort) | Mesolithische Freilandstation, vorgeschichtliche Siedlung. | D-3-6439-0100 |      |
| Iffelsdorf (Standort) | Vorgeschichtliche Siedlung. | D-3-6439-0102 |      |
| Iffelsdorf (Standort) | Siedlung der Urnenfelderzeit. | D-3-6439-0103 |      |
| Iffelsdorf (Standort) | Mesolithische Freilandstation. | D-3-6538-0021 |      |
| Iffelsdorf (Standort) | Siedlung der Urnenfelder- und der Hallstattzeit. | D-3-6538-0030 |      |
| Iffelsdorf (Standort) | Archäologische Befunde und Funde im Bereich der Katholischen Wallfahrtskirche St. Barbara auf dem Eixlberg, darunter die Spuren von Vorgängerbauten bzw. älteren Bauphasen. | D-3-6538-0072 |      |
| Iffelsdorf (Standort) | Spätpaläolithische und mesolithische Freilandstation, Siedlungen der Urnenfelderzeit und der Latènezeit, Bestattungsplatz des Frühmittelalters.                             | D-3-6539-0027 |      |
| Iffelsdorf (Standort) | Mesolithische Freilandstation, Siedlung der Hallstattzeit, der Früh- und Spätlatènezeit, wohl Bestattungsplatz karolingisch-ottonischer Zeit.                               | D-3-6539-0207 |      |
| Iffelsdorf (Standort) | Vorgeschichtliche Siedlung. | D-3-6539-0230 |      |

### Gemarkung Pamsendorf
| Lage                  | Objekt | Akten-Nr.     | Bild |
| --------------------- | --- | ------------- | ---- |
| Pamsendorf (Standort) | Mesolithische Freilandstation, vorgeschichtliche Siedlung. | D-3-6439-0017 |      |
| Pamsendorf (Standort) | Mittelalterlicher Burgstall. | D-3-6439-0101 |      |
| Pamsendorf (Standort) | Vorgeschichtlicher Bestattungsplatz mit Grabhügel. | D-3-6539-0098 |      |
| Pamsendorf (Standort) | Archäologische Befunde und Funde im Bereich der Katholischen Kirche St. Martin in Oberpfreimd, darunter die Spuren von Vorgängerbauten bzw. älterer Bauphasen. | D-3-6539-0189 |      |
| Pamsendorf (Standort) | Archäologische Befunde und Funde im Bereich der Katholischen Nebenkirche St. Wolfgang in Pamsendorf.                                                           | D-3-6539-0191 |      |

### Gemarkung Pfreimd
| Lage               | Objekt | Akten-Nr.     | Bild |
| ------------------ | --- | ------------- | ---- |
| Pfreimd (Standort) | Spätpaläolithische und mesolithische Freilandstation, Siedlung der Urnenfelderzeit. | D-3-6439-0007 |      |
| Pfreimd (Standort) | Endpaläolithische und mesolithische Freilandstation, latènezeitliche Siedlung. | D-3-6439-0016 |      |
| Pfreimd (Standort) | Vorgeschichtliche Höhensiedlung mit Wallanlage. | D-3-6539-0036 |      |
| Pfreimd (Standort) | Archäologische Befunde und Funde im Bereich des ehemaligen Wasserschlosses, vormals mittelalterliche Niederungsburg und im Bereich der Katholischen Pfarrkirche Mariä Himmelfahrt in Pfreimd, darunter die Spuren von Vorgängerbauten bzw. älteren Bauphasen sowie der aufgelassene historische Ortsfriedhof. Frühmittelalterliche (slawische) Siedlung, wohl mit Befestigung. | D-3-6539-0114 |      |
| Pfreimd (Standort) | Archäologische Befunde des Mittelalters und der frühen Neuzeit im Bereich der Katholischen Friedhofkapelle St. Sigismund in Pfreimd, darunter die Spuren von Vorgängerbauten bzw. älteren Bauphasen und des abgebrochenen Beinhauses. | D-3-6539-0198 |      |
| Pfreimd (Standort) | Archäologische Befunde der frühen Neuzeit im Bereich des Franziskanerklosters mit der Klosterkirche St. Johannes Baptist in Pfreimd. | D-3-6539-0199 |      |
| Pfreimd (Standort) | Archäologische Befunde und Funde des Mittelalters und der frühen Neuzeit im Bereich der historischen Altstadt von Pfreimd. | D-3-6539-0201 |      |
| Pfreimd (Standort) | Untertägige Befunde der mittelalterlichen bzw. frühneuzeitlichen Stadtbefestigung von Pfreimd, darunter die Spuren von abgebrochenen Stadttoren und Türmen. | D-3-6539-0202 |      |
| Pfreimd (Standort) | Endpaläolithische/mesolithische Freilandstation, vorgeschichtliche Siedlung. | D-3-6539-0217 |      |
| Pfreimd (Standort) | Vorgeschichtliche Siedlung. | D-3-6539-0218 |      |
| Pfreimd (Standort) | Vorgeschichtliche Siedlung. | D-3-6539-0220 |      |
| Pfreimd (Standort) | Bestattungsplätze der Urnenfelderzeit, der Hallstattzeit und des frühen Mittelalters, Siedlung vor- und frühgeschichtlicher Zeitstellung. | D-3-6539-0226 |      |
| Pfreimd (Standort) | Siedlungen der Spätbronze- und Urnenfelderzeit sowie der Späthallstatt-/Frühlatènezeit. | D-3-6539-0227 |      |
| Pfreimd (Standort) | Siedlung der Urnenfelderzeit. | D-3-6539-0229 |      |

### Gemarkung Stein
| Lage             | Objekt | Akten-Nr.     | Bild |
| ---------------- | --- | ------------- | ---- |
| Stein (Standort) | Archäologische Befunde im Bereich des ehemaligen Schlosses in Stein, zuvor mittelalterliche Burg.                                                                                        | D-3-6439-0083 |      |
| Stein (Standort) | Archäologische Befunde des Mittelalters und der frühen Neuzeit im Bereich der Katholischen Kirche St. Matthäus in Stein, darunter die Spuren von Vorgängerbauten bzw. älterer Bauphasen. | D-3-6439-0084 |      |

### Gemarkung Weihern
| Lage               | Objekt | Akten-Nr.     | Bild |
| ------------------ | --- | ------------- | ---- |
| Weihern (Standort) | Archäologische Befunde und Funde im Bereich der Katholischen Pfarrkirche St. Margareta in Weihern, darunter die Spuren mindestens eines Vorgängerbaus. | D-3-6439-0079 |      |
| Weihern (Standort) | Untertägige Befunde des abgebrochenen Schlosses und ehemalige Landsassensitzes in Weihern.                                                             | D-3-6439-0080 |      |